# Teoría heliocéntrica

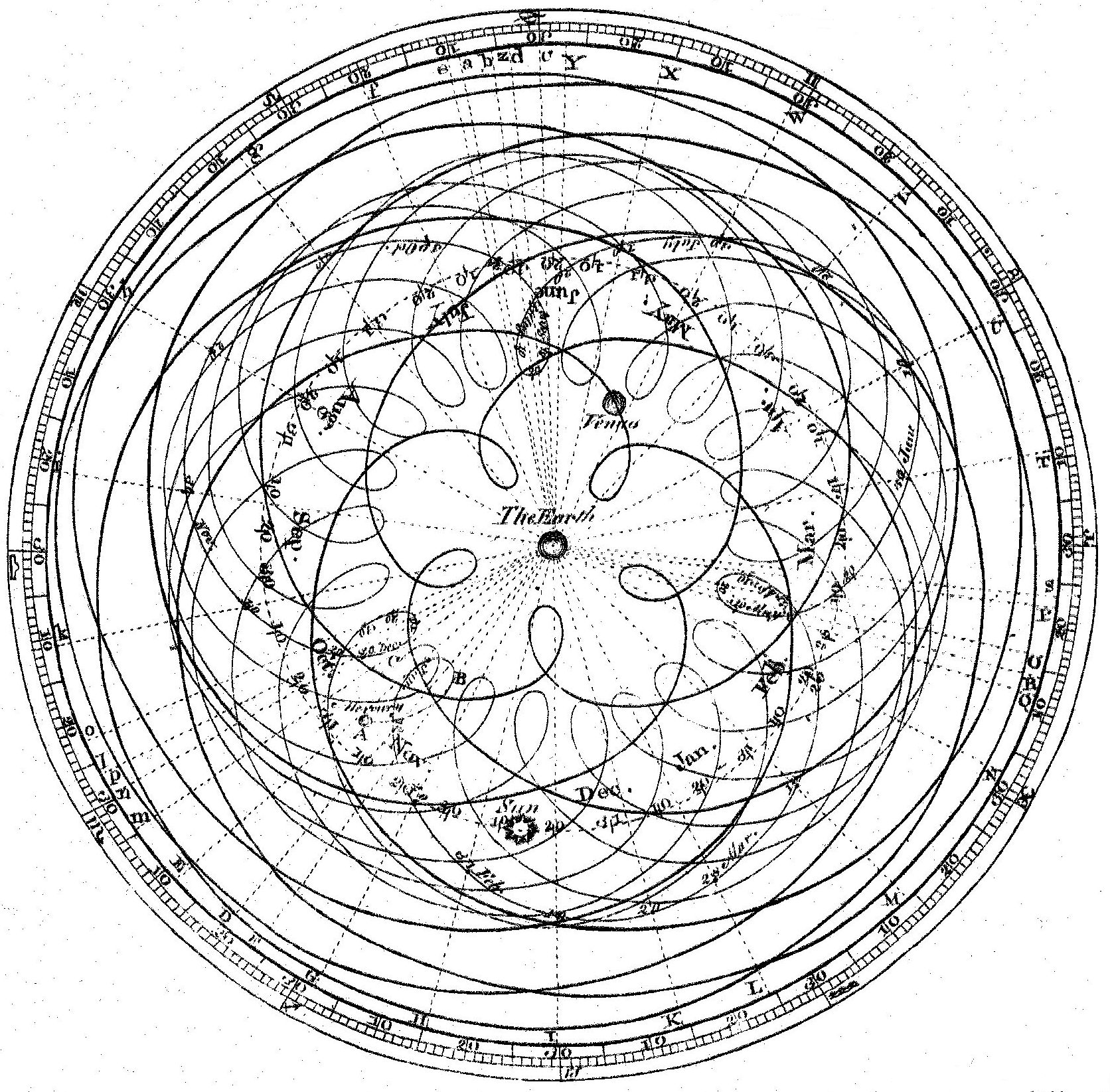
Sistema geocéntrico: órbitas de los planetas
vistas desde la Tierra. Por Giovanni Cassini.

El heliocentrismo (del griego: ἥλιος-helios «Sol» y κέντρον-kentron «centro») es un modelo astronómico según el cual la Tierra y los planetas se mueven alrededor del Sol relativamente estacionario y que está en el centro del universo. Históricamente, el heliocentrismo se oponía al geocentrismo, que colocaba en el centro a la Tierra. La idea de que la Tierra gira alrededor del Sol fue propuesta desde el s. III a. C. por Aristarco de Samos. Aunque no recibió apoyo de otros astrónomos de la antigüedad, sí fue citado por Arquímedes en El contador de arena.

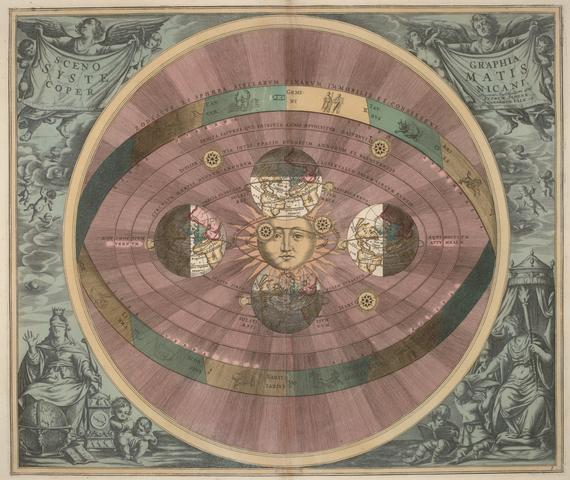
Sistema heliocéntrico: órbitas de los planetas vistas desde el sol. Harmonia Macrocosmica, de Andreas Cellarius (1708).

No fue sino hasta el siglo XVI, durante el Renacimiento, cuando un modelo matemático completamente predictivo de un sistema heliocéntrico fue presentado por el matemático, astrónomo y clérigo católico polaco Nicolás Copérnico, con la publicación en 1543 del libro De Revolutionibus Orbium Coelestium. Esto marcó el inicio de lo que se conoce en Historia de la ciencia como «revolución copernicana». En el siguiente siglo, Johannes Kepler extendió este modelo para incluir órbitas elípticas. Su trabajo se apoyó en observaciones hechas con un telescopio que fueron presentadas por Galileo Galilei.
Con las observaciones de William Herschel, Friedrich Bessel y otros, los astrónomos terminaron por aceptar que el Sol no se encuentra en el centro del universo; en la década de 1920, Edwin Hubble demostró que formaba parte de un complejo aún mucho mayor: la galaxia (Vía Láctea), y que esta era tan solo una entre miles de millones de galaxias más.

## Primeras concepciones
A cualquiera que se detenga a mirar el cielo, le parecerá que la Tierra se encuentra estática en un solo lugar mientras que todo en el cielo sale por el Oriente y se esconde por el Poniente una vez al día. Con algo más de escrutinio, sin embargo, se observarán movimientos más complicados. Por ejemplo, que los puntos de salida del Sol y de la Luna cambian a lo largo del año, o que algunas estrellas y planetas desaparecen durante muchos meses, o bien que los planetas a veces aparentan haberse movido en dirección contraria en relación con las estrellas de fondo (este «movimiento aparente» se conoce como retrogradación de los planetas).
A medida que estos movimientos celestes fueron mejor observados y comprendidos, pudieron elaborarse mejores descripciones; la más conocida fue el «Sistema ptolemaico», que alcanzó su expresión más completa en el s. II d. C. El sistema ptolemaico era un sofisticado sistema astronómico diseñado para calcular las posiciones de los planetas hasta un alto grado de exactitud. Ptolomeo mismo, en su Almagesto, señala que cualquier modelo que describa los movimientos planetarios es meramente un artilugio matemático, y como no hay manera de saber cuál es real, el modelo más sencillo y que arroje los números correctos es el que deberá utilizarse. Sin embargo, rechazó la idea de una rotación de la Tierra por absurda, pues imaginaba que se crearían grandes vientos. Sus hipótesis planetarias eran lo suficientemente convenientes como para que las distancias de la Luna, Sol, planetas y estrellas pudieran ser determinadas «creando órbitas celestes esféricas» como si fuesen «realidades contiguas». Esto colocó a las estrellas a menos de 20 unidades astronómicas (un retroceso en comparación con el esquema heliocéntrico de Aristarco de Samos, que desde hacía siglos había colocado a las estrellas necesariamente al menos dos órdenes de magnitud más lejos).

### Mundo griego y helenístico
Pitagóricos
El modelo no geocéntrico del universo fue propuesto por el filósofo pitagórico Filolao (hacia 390 a. C.). Según Filolao, hay en el centro del universo un «fuego central» alrededor del cual la Tierra, el Sol, la Luna y los planetas giran con un movimiento circular uniforme. Este sistema postulaba la existencia de un antimundo colineal con la Tierra y el fuego central, con el mismo periodo de revolución. El Sol gira alrededor del fuego central una vez por año y las estrellas están fijas; la Tierra muestra siempre la misma faz oculta de cara al fuego central, por lo que este y la anti-Tierra son invisibles desde la Tierra. El concepto pitagórico de «movimiento circular uniforme» para referirse a los movimientos celestes permaneció inmutable por los siguientes 2000 años aproximadamente, y fue a ellos a quienes se refirió Copérnico al mostrar que la noción de una Tierra móvil no era nueva ni revolucionaria.
Heráclides Póntico (s. IV a. C.) explicaba el movimiento diario aparente de la esfera celeste por medio de la rotación de la Tierra. Suele decirse que creía que Mercurio y Venus orbitaban al Sol, el cual a su vez (junto a los demás planetas) orbitaba alrededor de la Tierra.
Aristarco de Samos
La primera persona conocida que propuso un sistema heliocéntrico fue Aristarco de Samos (c. 270 a. C.). Al igual que Eratóstenes, Aristarco calculó el tamaño de la Tierra y midió el tamaño y distancia de la Luna y el Sol, en un tratado que ha sobrevivido. A partir de sus estimaciones, llegó a la conclusión de que el Sol era de seis a siete veces más ancho que la Tierra y, por tanto, cientos de veces más voluminoso. Sus escritos sobre el sistema heliocéntrico se han perdido, pero se conoce alguna información a través de descripciones y comentarios críticos de sus contemporáneos, como Arquímedes. Algunos han sugerido que su cálculo del tamaño relativo de la Tierra y el Sol llevó a Aristarco a la conclusión de que tenía más sentido que la Tierra se moviera a que el enorme Sol se moviera a su alrededor. Aunque el texto original se ha perdido, una referencia en el libro de Arquímedes El buscador de arenas describe otro trabajo de Aristarco en el que proponía una hipótesis alternativa al modelo heliocéntrico. Arquímedes escribió:

Usted, Rey Gelon, sabe que el «universo» es el nombre dado por la mayoría de los astrónomos a la esfera cuyo centro es el centro de la Tierra, mientras que su radio es igual a la línea recta entre el centro del Sol y el centro de la Tierra. Este es el relato común que has oído de los astrónomos. Pero Aristarco ha sacado un libro que consiste en ciertas hipótesis, en las que parece, como consecuencia de las suposiciones hechas, que el universo es muchas veces mayor que el «universo» que acabamos de mencionar. Sus hipótesis son que las estrellas fijas y el Sol permanecen inmóviles, que la Tierra gira alrededor del Sol en la circunferencia de un círculo, estando el Sol en el centro de la órbita, y que la esfera de estrellas fijas, situada alrededor del mismo centro que el Sol, es tan grande que el círculo en el que él supone que gira la Tierra guarda tal proporción con la distancia de las estrellas fijas como el centro de la esfera guarda con su superficie.<

Por lo tanto, Aristarco creía que las estrellas estaban muy lejos y vio esto como la razón por la cual no había paralaje visible, es decir, un movimiento observado de las estrellas entre sí a medida que la Tierra se movía alrededor del Sol. De hecho, las estrellas están mucho más lejos de lo que generalmente se suponía en la antigüedad, por lo que el paralaje estelar sólo es detectable con telescopios.
Arquímedes dice que Aristarco aumentó la distancia de las estrellas, sugiriendo que estaba respondiendo a la objeción natural de que el heliocentrismo requiere oscilaciones paralácticas estelares. Aparentemente estuvo de acuerdo con el punto, pero colocó las estrellas tan distantes que el movimiento paraláctico era invisiblemente minúsculo. Así, el heliocentrismo abrió el camino para la comprensión de que el universo era más grande de lo que enseñaban los geocentristas.

#### Seleuco de Seleucia
Dado que Plutarco menciona a los «seguidores de Aristarco» de pasada, es probable que hubiera otros astrónomos en el período clásico que también apoyaran el heliocentrismo, pero cuyos trabajos se perdieron. El único otro astrónomo de la antigüedad conocido por su nombre que se sabe que apoyó el modelo heliocéntrico de Aristarco fue Seleuco de Seleucia (n. 190 a. C.), un astrónomo de la Helenística que floreció un siglo después de Aristarco en el Imperio seléucida.  Seleuco era partidario del sistema heliocéntrico de Aristarco.  Seleuco pudo haber demostrado la teoría heliocéntrica determinando las constantes de un modelo geométrico para la teoría heliocéntrica y desarrollando métodos para calcular las posiciones planetarias utilizando este modelo. Es posible que utilizara los primeros métodos de trigonometría disponibles en su época, ya que era contemporáneo de Hiparco. Ha sobrevivido un fragmento de una obra de Seleuco traducida al árabe, a la que se refirió Rhazes (n. 865)..
Alternativamente, su explicación puede haber implicado el fenómeno de mareas, que supuestamente teorizó que era causado por la atracción a la Luna y por la revolución de la Tierra alrededor del centro de masa de la Tierra y la Luna.

## Revolución copernicana

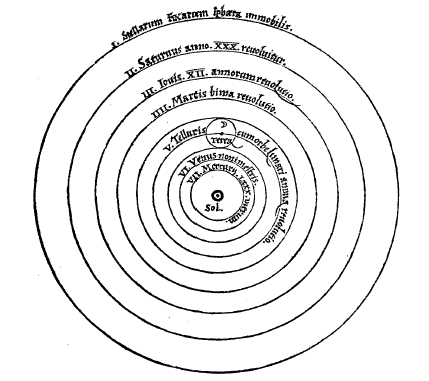
Sistema heliocéntrico de Copérnico simplificado. Extracto de De revolutionibus.

### Modelo astronómico

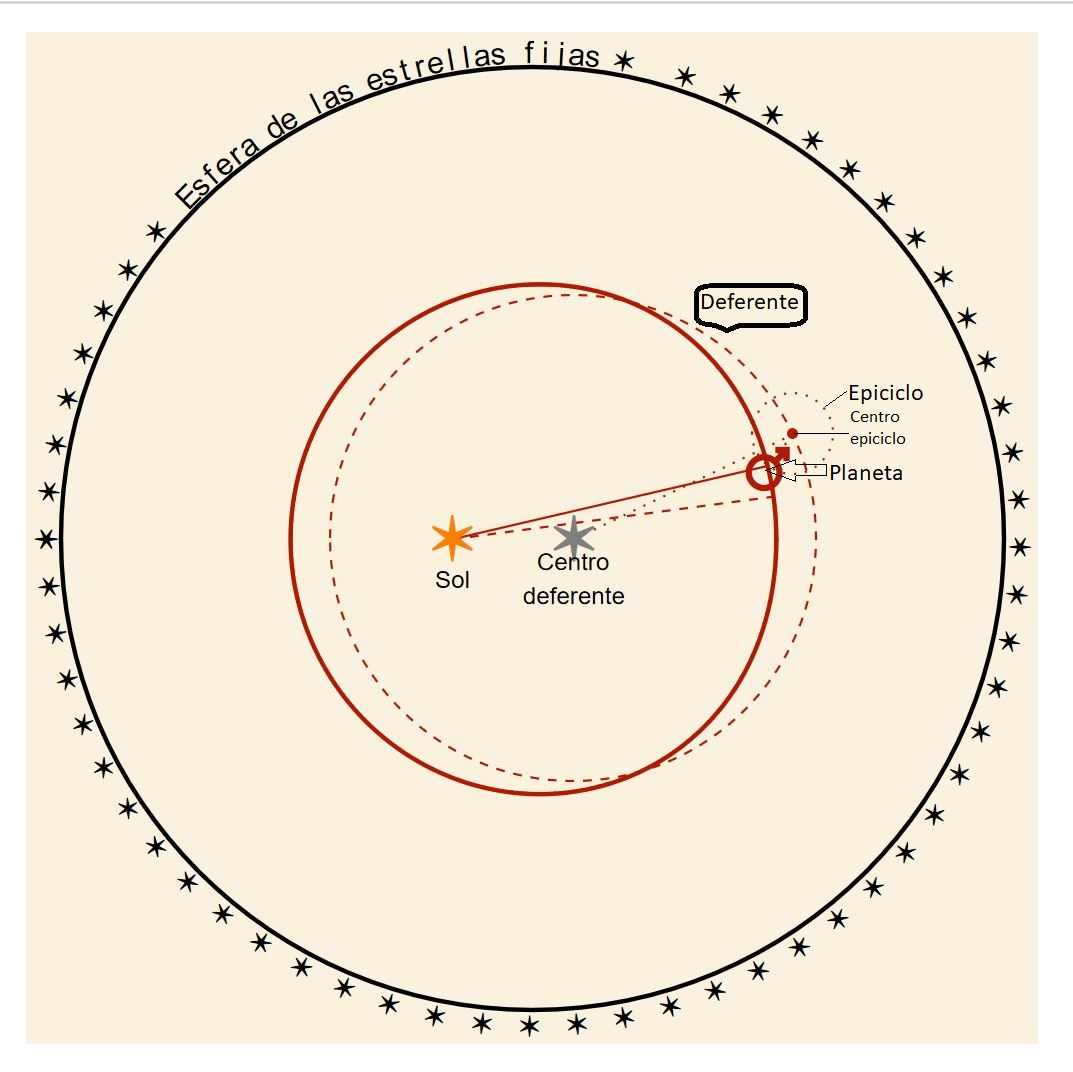
Modelo copernicano para los planetas exteriores.

En el siglo XVI, el De revolutionibus orbium coelestium de Nicolaus Copernicus presenta una discusión completa de un modelo heliocéntrico del universo, de un modo muy parecido al que Ptolomeo, en su Almagesto, había presentado su modelo geocéntrico en el s. II d. C. Copérnico discute las implicaciones filosóficas del sistema que propone, lo elabora geométricamente en detalle con observaciones astronómicas seleccionadas para derivar los parámetros de su modelo y escribe numerosas tablas astronómicas que permitían calcular las posiciones pasadas y futuras de las estrellas y planetas. Con esto, Copérnico movió el heliocentrismo, de la especulación filosófica, a la astronomía geométrica predictiva pero seguía utilizando deferentes y epiciclos como el sistema ptolemaico y era al menos tan complicado como este.

## El punto de vista de la ciencia moderna
Las tres leyes de Kepler (comienzos de 1600) describen matemáticamente el movimiento de los planetas en sus órbitas alrededor del Sol. Tres pruebas aparentes de la hipótesis heliocéntrica fueron dadas, en 1727 por Bradley, en 1838 por Friedrich Wilhelm Bessel y en 1851 por Foucault. Bessel probó que el paralaje estelar era mayor que cero al medir un paralaje de 0.314 minutos de arco de la estrella 61 Cygni. El mismo año, Friedrich Georg Wilhelm Struve y Thomas Henderson midieron los paralajes de otras dos estrellas, Vega y Alfa Centauri.
La idea de que el heliocentrismo tampoco resultaba verdadero en un sentido estricto, fue adquirida paulatinamente. Que el Sol no era el centro del universo sino una entre innumerables estrellas, fue sostenido vehementemente por Giordano Bruno. En el curso de los siglos XVIII y XIX, el estatus del Sol meramente como una estrella más entre muchas se volvió cada vez más obvio. Para el siglo XX, aun antes del descubrimiento de que hay muchas galaxias, ya no era tema de debate.
El concepto de una velocidad absoluta, incluyendo el «estar en reposo» como un caso particular, está regido por el principio de relatividad, también eliminando cualquier «centro» obvio del universo como un origen de coordenadas natural. Algunas formulaciones del principio de Mach consideran que el marco en reposo con respecto a las masas distantes en el universo, posee propiedades especiales.
Incluso si la discusión se limita al sistema solar, el Sol no está en el centro geométrico de la órbita de ningún planeta, sino aproximadamente en el foco de la órbita elíptica. Además, dado el hecho de que la masa de un planeta no puede despreciarse con relación a la masa del Sol, el centro de gravedad del sistema solar se encuentra ligeramente desplazado del centro del Sol (las masas de los planetas, principalmente Júpiter, representan el 0,14 % de la del Sol). Es por esto que un astrónomo hipotético situado en un planeta extrasolar, observaría un «bamboleo» en el movimiento del Sol.

### Uso moderno de «geocéntrico» y «heliocéntrico»
En cálculos modernos, los términos «geocéntrico» y «heliocéntrico» se utilizan generalmente para referirse a sistemas de coordenadas que se escogen por razones prácticas. En tales sistemas, puede seleccionarse el origen como el centro de masas de la Tierra, del sistema Tierra-Luna, del Sol, del Sol más los planetas mayores o incluso del sistema solar en su totalidad. Sin embargo, dicha selección de coordenadas «geocéntricas» o «heliocéntricas» tienen únicamente implicaciones prácticas y no filosóficas o físicas.

## Percepción popular
Una parte de la gente aun cree en el modelo geocéntrico. Aproximadamente uno de cinco estadounidenses cree que el Sol da vueltas a la Tierra, de acuerdo con encuestas de 1999 y 2006. Aproximadamente un tercio de los rusos creen en el modelo geocéntrico, según encuestas de 2011.